# Varsovienne
La varsovienne, nota anche come varsouvienne o varsoviana, è una danza lenta e aggraziata nel tempo di con un battere accentuato nelle misure alterne.Combina elementi del valzer, della mazurca e della polka. La danza ebbe origine intorno al 1850 a Varsavia, in Polonia. Le parole varsovienne e varsoviana sono aggettivi femminili francesi e spagnoli, rispettivamente, che significano "di Varsavia". La danza era popolare nell'America del XIX secolo, dove veniva ballato sulla melodia di Put Your Little Foot. Ben presto divenne anche una danza popolare preferita nei paesi scandinavi. L'unica danza con lo stesso nome - conosciuta anche come promenade - è utilizzata in altri stili di danza come la danza americana quadrata, il contra dance e alcune danze da ballo.
La Albion Dance Band registrò una melodia varsoviana nel loro album del 1977 The Prospect Before Us.
Una melodia varsoviana gioca un ruolo importante nel dramma di Tennessee Williams Un tram che si chiama Desiderio.